# Kabinpersonal

Kabinpersonal.

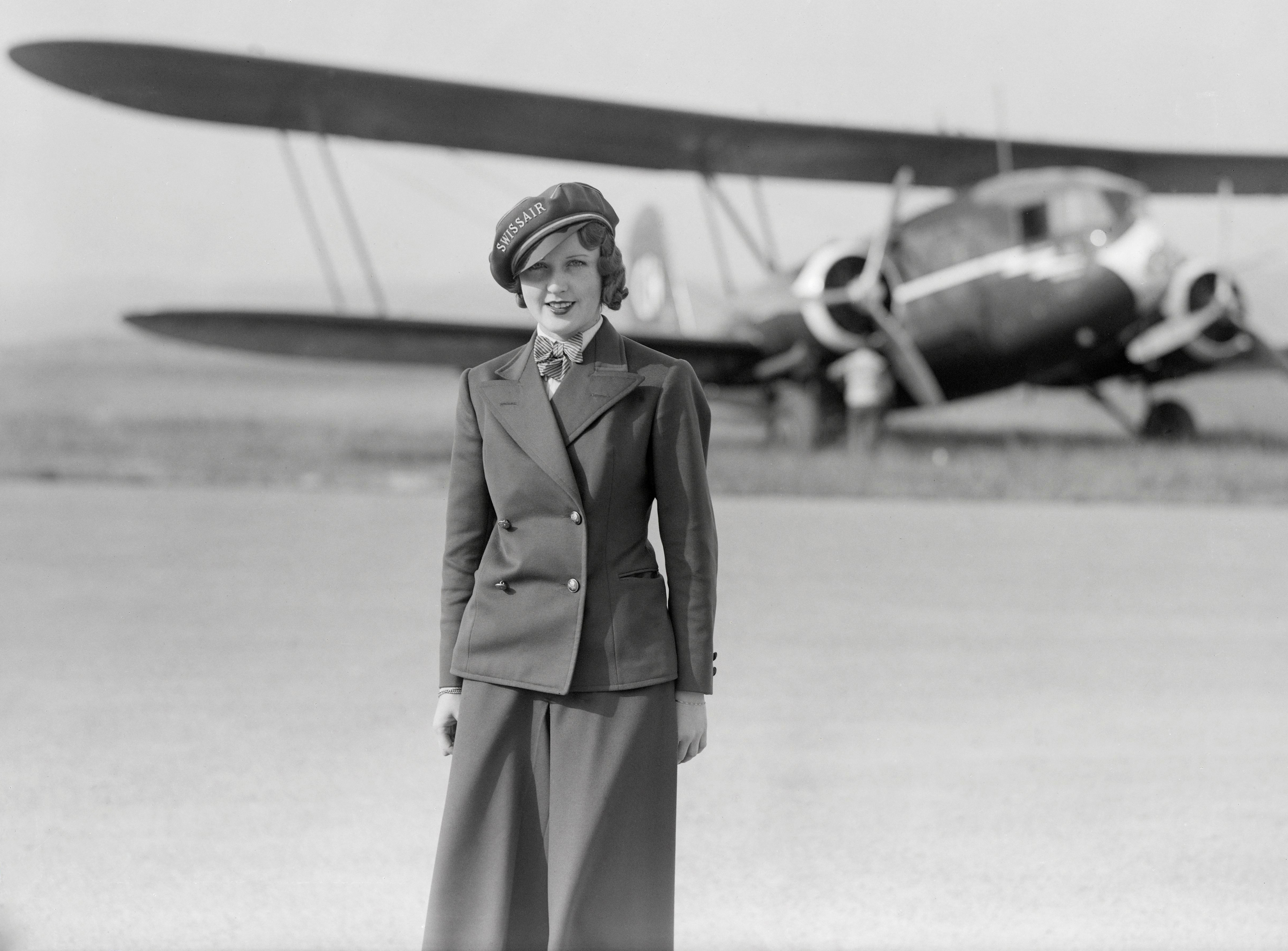
Nelly Diener var Europas första flygvärdinna.

Kabinpersonal är personal i kabinen på ett flygplan och består av "flygvärdinnor" och "flygvärdar". Annan kabinpersonal är till exempel steward som är ansvarig för maten och serveringen ombord samt purser som är chef över kabinpersonalen och ytterst ansvarig för säkerheten och service ombord. På längre flygningar kan det även finnas en chief purser eller "cabin manager".
Kabinpersonalen finns ombord för passagerarnas säkerhet, men har även andra uppgifter under resans gång.
Världens första flygvärdinna var den amerikanska sjuksköterskan Ellen Church som arbetade för flygbolaget Boeing Air Transport. Hon började sin tjänstgöring den 15 maj 1930, på en flygning mellan Oakland och Chicago. Den första europeiska flygvärdinnan var schweizaren Nelly Diener, som dock omkom i en flygolycka knappt tre månader efter att hon inlett sitt arbete.
Kabinpersonalens antal styrs av regler. I princip behövs en per påbörjat 50-tal passagerare, till exempel tre för 100 st. Dock behövs ingen i plan med färre än 20 platser.

## Vanlig fraseologi
Kabinpersonalen kommunicerar ofta via ljudsystemet i kabinen, även kallat PA-system. Några av de vanligaste fraserna:
- Boarding complete - Ombordstigningen klar.
- Cabin crew, arm doors and crosscheck - Kabinpersonalen ombedes av pursern eller piloterna att stänga alla dörrar och aktivera de uppblåsbara rutschbanorna för att sedan kontrollera varandras arbete.
- Cross check complete - Meddelande när kontrollen av alla dörrar är klar.
- Cabin crew, seat belt fasten - Kabinpersonalen ombedes av piloterna att se till så att passagerarna har bältet på sig.
- Cabin crew, take your seats for take-off and landing - Kabinpersonalen skall omedelbart sätta sig ner och spänna fast sig eftersom planet skall starta eller landa.